# Antonio María Cascajares y Azara
Antonio María Cascajares y Azara, španski rimskokatoliški duhovnik, škof in kardinal, * 2. marec 1834, Calanda, † 27. julij 1901, Calahorra, Španija.

## Življenjepis
Leta 1861 je prejel duhovniško posvečenje.
27. marca 1882 je postal prelat Ciudad Reala in za naslovnega škofa Dore; 4. junija istega leta je prejel škofovsko posvečenje.
27. marca 1884 je bil imenovan za škofa Calahorre y La Calzade in 17. decembra 1891 za nadškofa Valladolida; na slednji položaj je bil ustoličen 7. aprila 1892.
29. novembra 1895 je bil povzdignjen v kardinala in imenovan za kardinal-duhovnika S. Eusebio.
24. marca 1898 je postal kardinal-škof S. Agostino in 18. aprila 1901 nadškof Zaragoze.